# Eduard I. (Bar)
Eduard I. von Bar (* 1296; † 11. November 1336 in Famagusta) war von 1302 bis zu seinem Tod Graf von Bar.

## Leben
Eduard war der Sohn von Graf Heinrich III. von Bar und Eleonore von England, einer Tochter König Eduards I. Beim Tode seines Vaters, 1302, noch minderjährig, stand er unter der Vormundschaft seiner Onkel, Rainald Bischof von Metz, Theobald Bischof von Lüttich und Johann Herr von Puisaye. Aufgewachsen am französischen Hof, heiratete er 1310 Marie (* 1296; † vor 1336), die Tochter von Robert II., Herzog von Burgund. Mit seiner Hochzeit für volljährig erklärt, war er mit Burgund und Frankreich verbündet. Mit den Herzögen von Luxemburg und Lothringen kämpfte er im Krieg der vier Herren gegen Metz. 1328 nahm er an der Seite König Philipps VI. von Frankreich an der Schlacht von Cassel gegen die flämischen Kommunarden teil. Er zog mit Philipp III. von Namur und anderen Adligen in den Orient, wurde jedoch 1336 auf Zypern mit seinen Gefährten von den Einwohnern Famagustas erschlagen.

### Nachkommen
Eduard und seine Gattin Marie von Burgund hatten drei Kinder
- Heinrich († 1344) ⚭ Yolande von Flandern (* 1326; † 1395), Tochter von Robert de Cassel Graf von Marle.
- Sohn († jung)
- Eleonore († 1333) ⚭ Rudolf (* 1320; † 1346), Herzog von Lothringen